# Estación Minami-Nobeoka
La estación Minami-Nobeoka (南延岡駅 Minami-Nobeoka-eki) es una estación de ferrocarril en Nobeoka, Miyazaki, Japón. Está operado por JR Kyushu y se encuentra en la Línea Principal de Nippō .

## Líneas
La estación está servida por la Línea Principal de Nippō y está ubicada a 259.6 km desde el punto de inicio de la línea en Kokura.

## Diseño
La estación consta de un lado y una plataforma de isla que sirve tres pistas a nivel establecido dentro de una área en gran parte industrial. El edificio de la estación es una estructura moderna de dos pisos que se integra con un puente peatonal. En el segundo nivel se ubican una ventanilla de billetes con personal y un área de espera. Después de la puerta de entrada, un corto tramo de escaleras conduce a la pasarela que da acceso a la plataforma lateral y la isla. Los apartaderos múltiples, en su mayoría para trenes de carga, están ubicados al este y al oeste de las plataformas. En el lado oeste, entre los apartaderos, una línea privada arrendada se dirige hacia la planta industrial de la corporación química Asahi Kasei.
La gestión de las instalaciones de pasajeros en la estación se ha subcontratado a JR Kyushu Tetsudou Eigyou Co., una subsidiaria de JR Kyushu especializada en servicios de estación. Cuenta con la ventanilla de billetes que está equipada con una instalación Midori no Madoguchi.

## Estaciones adyacentes
| «               | «               | Service         | »               | »               |
| Nippō Main Line | Nippō Main Line | Nippō Main Line | Nippō Main Line | Nippō Main Line |
| --------------- | --------------- | --------------- | --------------- | --------------- |
| Nobeoka         | Nobeoka         | Local           | Asahigaoka      | Asahigaoka      |

## Historia
En 1913, el ferrocarril de la prefectura de Miyazaki (宮崎県営鉄道) abrió una línea desde Miyazaki hacia el norte hasta Hirose (ahora cerrado). Después de que el Ferrocarril de la Prefectura de Miyazaki se nacionalizara el 21 de septiembre de 1917, los Ferrocarriles del Gobierno de Japón (JGR) emprendieron la extensión subsiguiente de la vía como parte de la entonces Línea Principal de Miyazaki, llegando a Tomitaka (ahora Hyūgashi) el 11 de octubre de 1921. En la siguiente fase de expansión, la pista se extendió a Minami-Nobeoka, que se inauguró como la nueva terminal del norte el 11 de febrero de 1922. Se convirtió en una estación de paso el 1 de mayo de 1922 cuando la pista se extendió a Nobeoka. Expandiéndose hacia el norte en fases y uniéndose a otras redes, la pista finalmente llegó a Kokura y el tramo completo desde Kokura a través de esta estación hasta Miyakonojō fue rediseñado como la Línea Principal de Nippō el 15 de diciembre de 1923. Con la privatización de los Ferrocarriles Nacionales japoneses (JNR), el sucesor de JGR, el 1 de abril de 1987, la estación quedó bajo el control de JR Kyushu.

## Estadística de pasajero
En el año fiscal 2016, la estación fue utilizada por un promedio de 837 pasajeros por día (solo pasajeros de embarque), y se ubicó en el puesto 187 entre las estaciones más concurridas de JR Kyushu.